# Pic affin
Veniliornis affinis
Espèce
Statut de conservation UICN

 LC  : Préoccupation mineure
Le Pic affin ou Pic de Selys (Veniliornis affinis) est une espèce d'oiseau de la famille des Picidae.

## Répartition
Son aire de distribution s'étend sur le Venezuela, la Colombie, l'Équateur, le Pérou, la Bolivie et  le Brésil.

## Sous-espèces
Cet oiseau est représenté par quatre sous-espèces :
- Veniliornis affinis affinis (Swainson, 1821) :
- Veniliornis affinis hilaris (Cabanis & Heine, 1863) ;
- Veniliornis affinis orenocensis Berlepsch & Hartert, 1902 ;
- Veniliornis affinis ruficeps (Spix, 1824).